# Tomaszów Mazowiecki (stacja kolejowa)
Tomaszów Mazowiecki – stacja kolejowa w Tomaszowie Mazowieckim w województwie łódzkim, obsługująca zarówno połączenia regionalne jak i dalekobieżne.
Wraz ze znajdującym się po drugiej stronie ulicy Dworcowej dworcem autobusowym, stanowi tomaszowski kompleks dalekobieżnego transportu zbiorowego. W bliskim sąsiedztwie obu dworców znajdują się pętla kilku linii bezpłatnej komunikacji miejskiej. Przy dworcu kolejowym znajduje się postój taksówek. W gmachu dworca nieprzerwanie od 56 lat funkcjonuje bufet, poczekalnia dla pasażerów oraz publiczne toalety.

## Historia
Miasto otrzymało połączenie kolejowe już w 1884 roku. Dworzec zlokalizowano na trasie Koluszki – Dęblin (wtedy Iwanogród). Stacja została zbudowana w pobliżu ówczesnej osady Wilanów (dziś dzielnica Tomaszowa), w znacznej odległości od centrum miasta. Było to podyktowane wytycznymi rządu rosyjskiego, zgodnie z którymi linie kolejowe nie mogły przebiegać w pobliżu większych ośrodków miejskich (związane to było ze strategią wojskową). Położenie dworca w znacznej odległości od miasta pozwoliło w przyszłości uniknąć miastu problemów związanych z przebiegającymi w centrum torami kolejowymi oraz pozwoliło na lokalizację w pobliżu tego węzła wielkich zakładów chemicznych.  Nietrudno jednak zrozumieć, że ówczesnym mieszkańcom Tomaszowa taka lokalizacja wcale się nie podobała. Autor pierwszej monografii miasta Tadeusz Seweryn uznał to za "dzieło przekupnej i złośliwej biurokracji rosyjskiej".
Kolejną linię łącząca stację Tomaszów Mazowiecki z obecną stacją Radom Główny uruchomiono w 1948 roku. Budowa została rozpoczęta przez Niemców (korzystających z niewolniczej pracy) w okresie II wojny światowej, dokończona po wojnie. Dziś trasa ta jest zelektryfikowana.
Niemcy planowali również połączenie kolejowe z Piotrkowem Trybunalskim.

## Stan obecny

### Przewozy pasażerskie
W marcu 2018 roku Tomaszów Mazowiecki został włączony w siatkę połączeń Łódzkiej Kolei Aglomeracyjnej, co zwiększyło ilość połączeń ze stolicą województwa. Obecnie z tomaszowskiego dworca, w ciągu dnia co godzinę kursują pociągi pasażerskie do Łodzi.
Od 2019 roku z tomaszowskiego dworca bez przesiadek można dostać się do następujących miast:
Warszawa, Kraków, Łódź, Poznań, Gdynia, Szczecin, Łowicz, Koluszki.
Od 2019 roku podczas wakacji z dworca w Tomaszowie Mazowieckim, można bezpłatnie dojechać do Spały w ramach projektu „EKO pociąg do Przyrody” finansowanego ze środków Wojewódzkiego Funduszu Ochrony Środowiska i Gospodarki Wodnej w Łodzi.

## Ruch pasażerski
| Rok  | Wymiana pasażerska na dobę |
| ---- | -------------------------- |
| 2017 | 500-699                    |
| 2022 | 700-999                    |
| 2023 | 1 100                      |

### Transport towarowy
Liczne, działające na terenie miasta i w jego okolicy firmy przemysłu mineralnego (spośród których największe to niemiecka Tomaszowska Kopalnia Surowców Mineralnych „Biała Góra - Quarzwerke Group” oraz belgijska „Sibelco”), zapewniają ciągły ruch towarowy na stacji, ponieważ przedsiębiorstwa te mają w Tomaszowie swoje bocznice lub korzystają z rampy towarowej tomaszowskiej stacji.
Bocznicę kolejową  w pobliżu stacji ma również jedna z największych firm recyklingowych Syntom.
Od węzła Tomaszów Mazowiecki odchodzą także tory do Spały i na lotnisko w jednostce wojskowej na Nowym Glinniku, gdzie stacjonuje 25 Brygada Kawalerii Powietrznej.
Od stacji odchodzi bocznica do dawnych Zakładów Włókien Chemicznych Wistom, największej fabryki w historii miasta.

### Modernizacja stacji
W 2005 roku gmach dworca przeszedł remont elewacji. W tym, okresie wymieniono również oświetlenie na peronach, zainstalowano przeszklone wiaty dla oczekujących, a wnętrze stacji wyposażono w kamery przemysłowe. Przy stacji znajduje się transformator spółki PKP Energetyka. W kwietniu 2019 roku w pobliżu stacji wybudowano plac zabaw. W 2015 roku do dworców PKP i PKS Tomaszów wybudowano nową ulicę – ul. Fryderyka Chopina. Po obu jej stronach utworzono ścieżki rowerowe zachęcając podróżnych do mikromobilności. Nowa ulica łączy kompleks dworców z największą ulicą w Tomaszowie – ul. Warszawską oraz największym w mieście osiedlem mieszkaniowym – Niebrowem. Do parkowania rowerów zainstalowano na dworcu PKP wysokie stojaki. Jednoślady można również pozostawić pod wiatą rowerową na pętli MZK przy dworcach.